# Lycium tenue
Lycium tenue ist eine Pflanzenart aus der Gattung der Bocksdorne (Lycium) in der Familie der Nachtschattengewächse (Solanaceae).

## Beschreibung
Lycium tenue ist ein starrer, stacheliger Strauch. Seine Laubblätter sind leicht sukkulent und unbehaart. Sie werden 10 bis 13 mm lang und 1 bis 2 mm breit. 
Die Blüten sind zwittrig und fünfzählig. Der Kelch ist röhrenförmig und unbehaart. Die Kelchröhre ist 4 bis 5 mm lang und mit etwa 1 mm langen Kelchzipfeln besetzt. Die Krone ist halbkugelförmig und zurückgebogen. Sie ist cremeweiß gefärbt, die Kronlappen sind lila. Die Kronröhre ist 6 bis 7 mm lang, die Kronlappen etwa 3 mm. Die Basis der Staubfäden ist dicht filzig behaart.
Die Frucht ist eine rote, eiförmige bis elliptische Beere mit einer Länge von 5 bis 7 mm und einer Breite von 4 mm.

## Vorkommen
Die Art ist auf dem Afrikanischen Kontinent verbreitet und kommt dort in Südafrika in der Provinz Westkap vor.

## Systematik
Molekularbiologische Untersuchungen ordnen die Art in eine Klade mit verschiedenen in Afrika beheimateten Arten sowie der einzigen australischen Art ein. Eine von der Untersuchung stark unterstützte Klade besteht neben Lycium tenue aus dieser australischen Art Lycium australe und der in Namibia vorkommenden Art Lycium gariepense.

## Belege
- J.S. Miller und R.A. Levin: Lycium tenue. In: Project Lycieae
- Rachel A. Levin et al.: Evolutionary Relationships in Tribe Lycieae (Solanaceae). In: D.M. Spooner, L. Bohs, J. Giovannoni, R.G. Olmstead und D. Shibata (Hrsg.): Solanaceae VI: Genomics meets biodiversity. Proceedings of the Sixth International Solanaceae Conference, ISHS Acta Horticulturae 745, Juni 2007. S. 225–239. ISBN 978-9066054271.